# Браян Раст
Браян Пітер Раст (англ. Bryan Peter Rust, нар. 11 травня 1992, Понтіак) — американський хокеїст, крайній нападник клубу НХЛ «Піттсбург Пінгвінс».
Двічі ставав володарем Кубка Стенлі.

## Ігрова кар'єра
Хокейну кар'єру розпочав 2008 року.
2010 року був обраний на драфті НХЛ під 80-м загальним номером командою «Піттсбург Пінгвінс».
Наразі єдиною професійною командою у кар'єрі гравця лишається клуб НХЛ «Піттсбург Пінгвінс».
У 2016 та 2017 роках, граючи за команду «Піттсбург Пінгвінс», ставав володарем Кубка Стенлі.
Наразі провів 198 матчів у НХЛ, включаючи 46 ігор плей-оф Кубка Стенлі.

## Статистика

### Клубні виступи
| Сезон        | Клуб                            | Ліга         | Регулярний сезон | Регулярний сезон | Регулярний сезон | Регулярний сезон | Регулярний сезон | Плей-оф | Плей-оф | Плей-оф | Плей-оф | Плей-оф |
| Сезон        | Клуб                            | Ліга         | І                | Г                | П                | О                | ШХ               | І       | Г       | П       | О       | ШХ      |
| ------------ | ------------------------------- | ------------ | ---------------- | ---------------- | ---------------- | ---------------- | ---------------- | ------- | ------- | ------- | ------- | ------- |
| 2008–09      | США                             | ПАХЛ         | 42               | 6                | 9                | 15               | 18               | —       | —       | —       | —       | —       |
| 2009–10      | США                             | ХЛСШ         | 27               | 10               | 13               | 23               | 6                | —       | —       | —       | —       | —       |
| 2010–11      | Університет Нотр-Дам            | ЦКХА         | 40               | 6                | 13               | 19               | 4                | —       | —       | —       | —       | —       |
| 2011–12      | Університет Нотр-Дам            | ЦКХА         | 40               | 5                | 6                | 11               | 14               | —       | —       | —       | —       | —       |
| 2012–13      | Університет Нотр-Дам            | ЦКХА         | 41               | 15               | 19               | 34               | 4                | —       | —       | —       | —       | —       |
| 2013–14      | Університет Нотр-Дам            | СХА          | 40               | 17               | 16               | 33               | 12               | —       | —       | —       | —       | —       |
| 2013–14      | «Вілкс-Барре/Скрентон Пінгвінс» | АХЛ          | 2                | 0                | 0                | 0                | 0                | 1       | 0       | 0       | 0       | 0       |
| 2014–15      | «Вілкс-Барре/Скрентон Пінгвінс» | АХЛ          | 45               | 13               | 14               | 27               | 14               | 3       | 2       | 0       | 2       | 0       |
| 2014–15      | «Піттсбург Пінгвінс»            | НХЛ          | 14               | 1                | 1                | 2                | 4                | —       | —       | —       | —       | —       |
| 2015–16      | «Вілкс-Барре/Скрентон Пінгвінс» | АХЛ          | 16               | 3                | 3                | 6                | 2                | —       | —       | —       | —       | —       |
| 2015–16      | «Піттсбург Пінгвінс»            | НХЛ          | 41               | 4                | 7                | 11               | 12               | 23      | 6       | 3       | 9       | 6       |
| 2016–17      | «Піттсбург Пінгвінс»            | НХЛ          | 57               | 15               | 13               | 28               | 8                | 23      | 7       | 2       | 9       | 10      |
| 2017–18      | «Піттсбург Пінгвінс»            | НХЛ          | 40               | 4                | 15               | 19               | 18               |         |         |         |         |         |
| Усього в НХЛ | Усього в НХЛ                    | Усього в НХЛ | 152              | 24               | 36               | 60               | 42               | 46      | 13      | 5       | 18      | 16      |

### Збірна
| Рік              | Команда          | Турнір           | Місце            | І | Г | П | О | ШХ |
| ---------------- | ---------------- | ---------------- | ---------------- | - | - | - | - | -- |
| 2010             | США              | МЧС18            | 1                | 7 | 4 | 2 | 6 | 4  |
| Молодіжна збірна | Молодіжна збірна | Молодіжна збірна | Молодіжна збірна | 7 | 4 | 2 | 6 | 4  |